# Gabriele Tinti
Pour les articles homonymes, voir Tinti.
Gabriele Tinti est un acteur italien, né le 22 août 1932 à Molinella (Émilie-Romagne) et mort le 12 novembre 1991 à Rome. 
En France, il est principalement connu pour avoir tenu le rôle de Don César dans La Folie des grandeurs de Gérard Oury en 1971.

## Biographie
La série des Black Emmanuelle a donné à Gabriele Tinti l'occasion de rencontrer Laura Gemser, une actrice d'origine indonésienne, star des films érotiques des années 1970, de dix-huit ans sa cadette, qu'il a épousée en 1976. Le couple s'est souvent retrouvé à l'écran sur plus de 26 films. Ils sont restés unis jusqu'à ce qu'un infarctus emporte l'acteur en novembre 1991. Tinti avait été auparavant marié à l'actrice brésilienne Norma Bengell.

## Filmographie

### Cinéma
- 1951 : Amor non ho... però... però (en) de Giorgio Bianchi : Un membre de l'orchestre
- 1952 : Heureuse Époque (Altri tempi) d'Alessandro Blasetti : Un passager dans le train (segment Meno di un giorno)
- 1953 : Anni facili de Luigi Zampa : Piero
- 1954 : La Chronique des pauvres amants (Cronache di poveri amanti) de Carlo Lizzani : Mario Parigi
- 1954 : Jours d'amour (Giorni d'amore) de Giuseppe De Santis et Leopoldo Savona : Gino
- 1955 : Il coraggio de Domenico Paolella : Raffaele
- 1955 : Scapricciatiello de Luigi Capuano : Gennarino De Rosa nicknamed Scapricciatiello
- 1955 : Chiens perdus sans collier de Jean Delannoy : Marcel, le surveillant
- 1956 : Totò faux-monnayeur (La banda degli onesti) de Camillo Mastrocinque : Michele, le fils de Antonio Buonocore
- 1956 : Totò quitte ou double (Totò lascia o raddoppia?) de Camillo Mastrocinque : Bruno Palmieri
- 1956 : Amours de vacances (Tempo di villeggiatura) d'Antonio Racioppi : Paolo
- 1957 : Malafemmena d'Armando Fizzarotti : Eduardo
- 1958 : Serenatella sciuè sciuè de Carlo Campogalliani : Mario
- 1958 : Un seul survivra (Vite perdute) de Roberto Mauri et d'Adelchi Bianchi : Carlo
- 1958 : Je ne suis plus une enfant (Non sono più Guaglione) de Domenico Paolella : Vincenzino
- 1958 : Civitas Dei de Robert Spafford
- 1958 : Sorrisi e canzoni de Luigi Capuano : Renato Proietti
- 1958 : Le Désert de la gloire (El Alamein) de Guido Malatesta : Sergio Marchi
- 1959 : Agosto, donne mie non vi conosco de Guido Malatesta : Nardo
- 1959 : Destination San Remo de Domenico Paolella : Tonino
- 1959 : La Terreur des barbares (Il terrore dei barbari) de Carlo Campogalliani
- 1960 : Caccia al marito de Marino Girolami : L'ingénieur
- 1960 : Le Lit pour trois (Letto a tre piazze) : Nino, il fidanzato di Prassede
- 1960 : Madri pericolose : Carlo Bianchi
- 1960 : David et Goliath (David e Golia) de Ferdinando Baldi, Richard Pottier et Orson Welles
- 1960 : Il principe fusto
- 1960 : Heaven on Earth de Robert Spafford : Antonio Verbano
- 1960 : Esther et le Roi (Esther and the King) de Raoul Walsh et Mario Bava : Samual
- 1961 : Ulysse contre Hercule (Ulisse contro Ercole) de Mario Caiano : Mercuro
- 1961 : L'Atlantide d'Edgar G. Ulmer et Giuseppe Masini : Max
- 1962 : La Bande Casaroli (La banda Casaroli) de Florestano Vancini : Agent Spinelli
- 1962 : Solo contro Roma de Herbert Wise : Goruk
- 1962 : Sodome et Gomorrhe (Sodom and Gomorrah) de Robert Aldrich et Sergio Leone : Un lieutenant
- 1962 : Sept Épées pour le roi (Le sette spade del vendicatore) de Riccardo Freda : Corvo
- 1962 : Les Séquestrés d'Altona (I sequestrati di Altona), de Vittorio De Sica : Un acteur
- 1963 : Le Jour le plus court (Il giorno più corto) de Sergio Corbucci : Bersagliere
- 1963 : Défi à Gibraltar (Beta Som) de Charles Frend et Bruno Vailati
- 1964 : Playa de Formentor
- 1964 : Les Bandits (Llanto por un bandito) de Carlos Saura : Un commandant
- 1964 : Les Jeux de la nuit (Noite Vazia) de Walter Hugo Khouri : Nelson
- 1964 : Le Gendarme de Saint-Tropez de Jean Girault : le chauffeur des gangsters
- 1965 : Sept Hommes en or (Sette uomini d'oro) de Marco Vicario : Aldo (l'Italien)
- 1965 : Le Vol du Phœnix (The Flight of the Phoenix) de Robert Aldrich : Gabriel
- 1966 : Roger la Honte (Trappola per l'assassino) de Riccardo Freda : Raymond de Noirville
- 1966 : L'Homme de Mykonos de René Gainville : Silvio Donati
- 1966 : Brigade antigangs de Bernard Borderie : Jobic Le Goff
- 1967 : Le Retour de Django (Il figlio di Django) d' Osvaldo Civirani : Jeff Tracy
- 1967 : Le Plus Vieux Métier du monde de Franco Indovina : L'homme de la mer (segment L'Ère préhistorique)
- 1967 : La CIA mène la danse (Il grande colpo dei sette uomini d'oro) de Marco Vicario : Aldo
- 1967 : La Cible dans l'œil (L'occhio selvaggio) de Paolo Cavara : Valentino
- 1968 : Ecce homo de Bruno Gaburro : Len
- 1968 : Le Démon des femmes (The Legend of Lylah Clare) de Robert Aldrich : Paolo
- 1968 : L'Amour à cheval (La matriarca) de Pasquale Festa Campanile : Un homme en voiture
- 1969 : Le Passager de la pluie de René Clément : Tony Mau
- 1969 : Échec à la reine (Scacco alla regina) de Pasquale Festa Campanile : Marco
- 1969 : Barbagia de Carlo Lizzani : Nanni Ripari
- 1970 : La mort remonte à hier soir (La morte risale a ieri sera) de Duccio Tessari : Mascaranti
- 1970 : Qui ? de Léonard Keigel : Claude
- 1970 : Les Canons de Cordoba (Cannon for Cordoba) de Paul Wendkos : Antonio
- 1970 : Le Lion à sept têtes (Der Leone have sept cabeças) de Glauber Rocha : Un agent américain
- 1971 : Sapho ou la Fureur d'aimer de Georges Farrel : Aldo
- 1971 : Il sorriso del ragno de Massimo Castellani et Armando Morandi
- 1971 : La Saignée de Claude Mulot : Flaggert
- 1971 : La Folie des grandeurs de Gérard Oury : Don Cesar
- 1972 : Tropique du Cancer (Al tropico del cancro) de Giampaolo Lomi et Edoardo Mulargia : Fred Wright
- 1973 : 24 ore... non un minuto di più de Franco Bottari : Gabriel
- 1973 : L'Île mystérieuse (La isla misteriosa) de Juan Antonio Bardem et Henri Colpi : Ayrton
- 1973 : Frau Wirtins tolle Töchterlein de Franz Antel : Vincent van der Straten
- 1973 : Lisa et le Diable (Lisa e il diavolo) de Mario Bava : George (le chauffeur)
- 1973 : Profession : Aventuriers de Claude Mulot
- 1973 : Le Complot de René Gainville : Moret
- 1974 : Le Fils de personne (I figli di nessuno)  de Bruno Gaburro : Guido Canali
- 1974 : Toute une vie de Claude Lelouch : Six-Day Husband
- 1974 : La Possédée (L'ossessa) de Mario Gariazzo : L'amoureux de Luisa
- 1974 : Impossible... pas français de Robert Lamoureux : Comte Jean-Charles de Bonfort
- 1975 : Diabolicamente... Letizia de Salvatore Bugnatelli : Marcelle Martinozzi
- 1975 : Peccato senza malizia de Theo Campanelli : Maurizio
- 1975 : La sensualità è un attimo di vita de Dante Marraccini : Antonio
- 1975 : Children of Rage d'Arthur Allan Seidelman : Dr. Russanak
- 1975 : Black Emanuelle en Afrique (Emanuelle nera) de Bitto Albertini : Richard Clifton
- 1976 : Il letto in piazza de Bruno Gaburro : Un ami de Luca
- 1976 : Ab morgen sind wir reich und ehrlich de Franz Antel : The Boss
- 1976 : La ragazza dalla pelle di corallo d'Osvaldo Civirani : Fabrizio
- 1976 : La Possédée du vice (Emanuelle nera: Orient reportage) de Joe D'Amato : Roberto
- 1976 : Il colpaccio de Bruno Paolinelli : Sandro Vincenzoni
- 1976 : Voluptueuse Laura (Eva nera) de Joe D'Amato : Jules Carmichael
- 1976 : Vicieuse et manuelle (Velluto nero) de Brunello Rondi : Carlo
- 1977 : Black Emanuelle en Amérique (Emanuelle in America) de Joe D'Amato : Alfredo Elvize, Duc of Mont Elba
- 1977 : Emanuelle et les collégiennes (Suor Emanuelle) de Giuseppe Vari : Rene
- 1977 : Viol sous les tropiques (Emanuelle e gli ultimi cannibali) de Joe D'Amato : Professeur Mark Lester
- 1977 : Gang buster (L'avvocato della mala) d'Alberto Marras : Tony
- 1978 : Emanuelle et les filles de Madame Claude (La via della prostituzione) de Joe D'Amato : Francis Harley
- 1978 : La Mujer de la tierra caliente de José María Forqué : Don Giuliano
- 1978 : Chevauchées perverses (Voglia di donna) de Franco Bottari : Bruno
- 1979 : Secrets érotiques d'Emmanuelle (I mavri Emmanouella) de Ilias Mylokanos : Tommy Snow
- 1979 : I guappi non si toccano de Mario Bianchi : Tony Lo Bianco
- 1979 : Sans peur et sans culotte (El periscopio) de José Ramón Larraz
- 1980 : Brigade criminelle (International Prostitution) de Sergio Gobbi : Tony Marcone
- 1980 : Exotic Love (Porno Exotic Love) de Joe D'Amato : Steve
- 1981 : Camp d'amour (Die Todesgöttin des Liebescamps) de Christian Anders : Gabriel
- 1981 : Personne n'est parfait (Nessuno è perfetto) de Pasquale Festa Campanile : Nanni
- 1982 : Les Sept Salopards (La belva dalle calda pelle) de Bruno Fontana, Sebastiano Celeste et Panicos Herodotou : Bony
- 1982 : Caligula, la véritable histoire (Caligola: La storia mai raccontata) de Joe D'Amato : Marcellus Agrippa
- 1982 : Pénitencier de femmes (Violenza in un carcere femminile) de Bruno Mattei : Doctor Moran
- 1983 : Les Déchaînements pervers de Manuela : Steve Barclay / Barkley (images d'archives)
- 1983 : Révolte au pénitencier de filles (Emanuelle fuga dall'inferno) de Bruno Mattei et Gilbert Roussel: Crazy Boy Henderson
- 1983 : Le Gladiateur du futur (Endgame - Bronx lotta finale) de Joe D'Amato : Bull
- 1983 : Mystère de Carlo Vanzina
- 1985 : Il peccato di Lola de Bruno Gaburro : Angus
- 1985 : Amazonia : La Jungle blanche (Inferno in diretta) de Ruggero Deodato : Manuel
- 1985 : La Femme pervertie (Il piacere) de Joe D'Amato : Gerard Villeneuve
- 1986 : On l'appelle sœur Désir (La monaca del peccato) de Joe D'Amato : Monseigneur
- 1986 : Giuro che ti amo de Nino D'Angelo et Piero Regnoli : Salvatore
- 1986 : Senza vergogna de Gianni Siragusa : Massimo
- 1986 : Il mostro di Firenze de Cesare Ferrario : Enrico
- 1987 : El Ataque de los pájaros (Falco Terror) de René Cardona Jr. : Rod
- 1988 : Riflessi di luce de Mario Bianchi : Frederico
- 1989 : La Maison des fantasmes (La puritana) de Nini Grassia : Alfieri
- 1989 : Non aver paura della zia Marta : Père Richard Hamilton
- 1990 : Contamination .7
- 1991 : Le Voleur d'enfants de Christian de Chalonge : L'Argentin